# Conseil représentatif des associations asiatiques de France
Le Conseil représentatif des associations asiatiques de France (CRAAF) a été créée en 2011 pour fédérer l'ensemble des associations asiatiques de France.

## Choix du nom de l'association
Le nom a été choisi pour être le pendant des représentants d'autres minorités en France.
- le CRIF : Conseil représentatif des institutions juives de France
- le CRAN : Conseil représentatif des associations noires de France

## Principaux membres
- Jacques Sun, Président
- Valéry Vuong, Vice-Président
- Jackie Troy, Vice-Présidente
- Taki Zhang, porte-parole

,,,.
- Buon Tan ex président du CRAAF, élu député LREM en 2017.

### Controverse
Ancien président du Conseil représentatif des associations asiatiques de France, Buon Tan est écarté de sa fonction en raison de sa gestion « très personnelle et autoritaire ». Son ancienne collaboratrice se souvient d'un « homme très controversé dans la communauté asiatique, qui n’a honte de rien ». Il fait l'objet d'une enquête préliminaire pour détournement de fonds, à l’initiative de son ancienne collaboratrice Jackie Troy  « soutien affiché du parti Les Républicains ».

## Autres associations de défense des asiatiques de France
L'association des jeunes chinois de France (AJCF) s'implique dans les manifestations à la suite du décès de Chaolin Zhang en août 2016 .